# Silna Ukraina
Silna Ukraina (ukr. Сильна Україна, SU) – ukraińska centrolewicowa partia polityczna, w latach 1999–2009 działająca pod nazwą Partia Pracy Ukrainy (ukr. Трудова партія України, TPU). Określana jako ugrupowanie liberalne i prorosyjskie.

## Historia
Ugrupowanie powstało w 1999 z inicjatywy grupy około trzydziestu deputowanych do Rady Najwyższej III kadencji. Na czele partii stanął współtwórca ukraińskiej konstytucji Mychajło Syrota. Już w 2000 większość posłów opuściła partię, tworząc nową formację pod nazwą Trudowa Ukrajina, która skupiła licznych bliskich Łeonidowi Kuczmie oligarchów.
TPU nie wystawiła własnej listy w wyborach parlamentarnych w 2002. Dwa lata później wspierała kandydaturę Wiktora Juszczenki na urząd prezydenta.
Przed wyborami do Rady Najwyższej w 2006 partia podpisała porozumienie z dwoma marginalnymi ugrupowaniami, tworząc koalicję sygnowaną nazwiskami swojego lidera i Borysa Olijnyka, niezależnego deputowanego, wcześniej związanego z KPU. Lista wyborcza uzyskała niespełna 0,1% głosów.
Rok później ugrupowanie weszło w koalicję z Partią Ludową, reaktywując Blok Łytwyna. W przedterminowych wyborach parlamentarnych BL uzyskał 20 mandatów, z czego 7 objęli przedstawiciele TPU, w większości niezwiązani z partią (poza jej liderem). Po śmierci Mychajła Syroty w wypadku samochodowym kierownictwo przejął jego syn Dmytro Syrota. W 2009 ugrupowanie zmieniło nazwę na Silna Ukraina, nowym przewodniczącym został Serhij Tihipko. W 2012 partia przyłączyła się do Partii Regionów, jednak w 2014 została reaktywowana. W tym samym roku ugrupowanie nie przekroczyło wyborczego progu do Rady Najwyższej, wprowadzając jednego przedstawiciela z okręgu jednomandatowego.